# Інцидент у Керченській протоці
Інцидент у Керченській протоці відбувся 25 листопада 2018 року, коли кораблі ВМС України здійснювали перехід з Чорного до Азовського моря. В районі Керченської протоки їх зупинив російський танкер, що перегородив прохід під побудованим окупаційною владою керченським мостом. Українські кораблі зазнали нападу з боку сил ВМФ Росії та Берегової охорони РФ — було протаранено буксир «Яни Капу», а поза 12-мильною зоною українські артилерійські катери супроводу були обстріляні.
Усі три українські судна захопили росіяни. У полон потрапили 24 моряки, 6 із яких — поранені.[⇨]
В Україні того ж дня екстрено скликали засідання РНБО для обговорення введення воєнного стану. Наступного дня, 26 листопада, затвердили рішення про запровадження воєнного стану на 30 днів.[⇨]
Цей інцидент став першим випадком військової агресії Росії проти України, який вона скоїла відкрито, під своїм державним прапором, від початку війни у 2014 році.[⇨]
25 травня 2019 року Міжнародний трибунал ООН з морського права зобов'язав Росію негайно звільнити 3 судна і всіх членів екіпажів. Після збігу місяця, відведеного на інформування про виконання рішення трибуналу, Росія продовжила утримання моряків.[⇨]
7 вересня 2019 року після тривалих переговорів відбувся обмін українських в'язнів на російських. Всього додому повернулося 35 українців, враховуючи 24 українських моряка.
17 листопада 2019 року катери й буксир, захоплені Росією у 2018 році, були повернуті у розграбованому стані.

## Хронологія подій

Схема розвитку подій на основі даних ФСБ (трикутники), та ВМС України (коло). Час київський.

25 листопада 2018 року кораблі українського флоту у складі двох малих броньованих артилерійських катерів «Бердянськ» і «Нікополь» та рейдового буксиру «Яни Капу» здійснювали плановий перехід з порту Одеси до порту Маріуполь Азовського моря.
Українська сторона заздалегідь поінформувала про маршрут відповідно до міжнародних норм з метою забезпечення безпеки судноплавства.
Проте, всупереч Конвенції ООН з морського права та Договору між Україною та РФ про співробітництво у використанні Азовського моря та Керченської протоки, прикордонні кораблі РФ (сторожові прикордонні катери типу «Соболь», пскр «Дон», катери типу «Мангуст», мпк «Суздалец») здійснили агресивні дії проти кораблів ВМС ЗСУ. Прикордонний корабель «Дон» здійснив таран українського рейдового буксира, в результаті якого пошкоджено головний двигун корабля, обшивку та леєрне огородження, втрачено рятувальний плотик. Диспетчерська служба окупантів відмовляється забезпечити право свободи судноплавства, гарантоване міжнародними угодами.
Під час блокування протоки спочатку по радіоефіру з порту в Керчі було сповіщено, що рух будь-яких суден через арку зупинено через танкер, що сів на мілину. Проте згодом це судно було повернуто вздовж протоки та пропустило три російські військові кораблі, після чого повернуто назад. Безпосереднє блокування було здійснено танкером NEYMA (IMO: 8895528). Його власник — Товариство з обмеженою відповідальністю «Метида» (російською ООО «Метида»), що зараз перебуває в стані ліквідації.
25.11.2018 (весь час — Київський):
- 3:58 — малий броньований артилерійський катер ВМС ЗСУ «Бердянськ» із метою дотримання міжнародних норм безпеки судноплавства зв'язався з береговим постом ПС ФСБ РФ, морськими портами Керч і Кавказ та повідомив про намір проходу Керченською протокою. Інформація була отримана, але відповідь не надано.
- 4:07 — зафіксовано переговори диспетчера порту Керч «БЕРЕГ-23» з мпк ЧФ РФ «Суздалець» щодо виявлення кораблів Військово-морських сил ЗСУ. У той же час, на виклики кораблів українських ВМС диспетчери портів Керч та Кавказ не відповідали. Прикордонні кораблі РФ продовжують супроводження українських військових кораблів на небезпечній відстані.
- 5:15 — прикордонний корабель РФ «Дон» здійснив таран українського рейдового буксиру, в результаті якого пошкоджено головний двигун корабля, обшивку та леєрне огородження, втрачено рятувальний плотик[7].
- Російський винищувач СУ-30 здійснив бойове застосування двох ракет проти українських кораблів. Росіяни також застосували великокаліберне корабельне озброєння[7].
- 13:12 — зафіксовано захід двох ударних вертольотів ЗС РФ Ка-52 на бойовий курс із захватом на супроводження бортовими системами управління зброєю катерів Військово-Морських Сил ЗС України. Розвідувально-ударний гелікоптер Ка-52 випустив дві ракети проти українських кораблів. «Вогонь вівся саме по рубці, де знаходилися українські моряки», ‒ зазначив заступник Голови СБУ Олег Фролов[7].
- 13:42 — за інформацією Керчтрафікконтролю на проході мосту перекрито рух в обидві сторони у зв'язку з посадкою на мілину танкера перед мостом зі сторони Азовського моря, рух протокою закритий в обидві сторони (ця інформація поки що не підтверджується міжнародною системою контролю судноплавства).
- 13:50 — за київським часом Керченською протокою вільно пройшли морський тральщик ЧФ РФ «Віце-адмірал Захар'їн» та 2 катера типу «Раптор» ПС ФСБ РФ. Цьому проходу не заважав танкер з виключеною AIC, яким Росія блокує Керченську протоку.[8]
- 19:00 — після початку руху на вихід корабельної групи ВМС ЗС України з Керченської протоки російські кораблі та катери розпочали переслідування та в ультимативній формі вимагають зупинитися під загрозою застосування зброї. Також з'явилася інформація про перекидання російського спецпризу на прикордонний корабель ПС ФСБ РФ «Дон» з метою спроби абордажу.
- 20:28 — Після виходу з 12-мильної зони катери ПС ФСБ РФ відкрили вогонь по корабельній групі Військово-Морських Сил ЗС України. (Згідно з висновками балістичної експертизи, катер отримав ураження від влучання бронебійного снаряду гелікоптера ВМФ РФ Ка-52[9]). Пошкоджено малий броньований артилерійський катер «Бердянськ». Катер втратив хід, є поранений. Зброя застосовується на ураження.[8][10]
- 21:20 — За оперативною інформацією малі броньовані артилерійські катери «Бердянськ», «Нікополь» вражені вогнем противника та втратили хід. Рейдовий буксир «Яни Капу» також примушений до зупинки. Кораблі захоплені спецпризначенцями РФ. Також є інформація про двох поранених українських військових моряків.[11]
- 22:20 — Станом на 22.20 по «Нікополю» дана інформація змінилася — катер заблоковано, він не ушкоджений.

Це сталося за координатами 44°51′0″ пн. ш. 36°23′04″ сх. д. / 44.85000° пн. ш. 36.38444° сх. д., таким чином, росіяни атакували українські кораблі на відстані 23 км від берега.
26 листопада 2018 року Голова окупаційного представництва прикордонників ФСБ Росії в Криму Антон Лозовий повідомив, що захоплені українські кораблі транспортуються в анексований порт Керчі. Також зранку були опубліковані фотографії захоплених суден в порту Керчі. Трохи пізніше також з'явилися фотографії на яких російські військовослужбовці затягують ці судна камуфляжними сітками.

### Суд
27 листопада 2018 року російська окупаційна влада в Криму ініціювала в м. Сімферополь суд над полоненими українськими моряками. Перші 12 українських моряків отримали вирок про арешт на два місяці. Усім 12 заарештованим морякам інкримінують частину 3 статті 322 КК РФ — незаконний перетин кордону групою осіб за попередньою змовою.
28 листопада 2018 року всі 24 українські моряки, екіпажі кораблів «Нікополь», «Бердянськ» та «Яни Капу» були заарештовані на 60 діб.
17 квітня 2019 року Лефортівський суд Москви подовжив арешт всім 24 морякам до 24 і 26 липня 2019 року.
Реакція та оцінки
- Україна:
  - Харківська правозахисна група охарактеризувала ініційований Росією процес як «гротескна імітація судового засідання».[18]
  - 27 листопада в окупованому м. Сімферополь представники кримських татар прийшли під будівлю суду підтримати захоплених росіянами українських моряків, де їм обирають запобіжний захід.[19]
  - Прокуратура АР Крим розпочала досудове розслідування за фактом порушення Росією законів та звичаїв війни стосовно українських моряків, а саме вчинення дій, спрямованих на притягнення останніх до кримінальної відповідальності за злочин, який вони не вчиняли.[20]

29 листопада 2018 року Джеміль Темиш, адвокат одного з матросів, повідомив, що частину матросів перевели в Москву до в'язниці Лефортово.

## Учасники

### Російська сторона
За інформацією командувача ВМС України Ігоря Воронченка, всього в атаці на українські судна брали участь 2 кораблі та 2 катери Чорноморського флоту та 6 катерів Прикордонної служби Росії.
Здійснював загальне командування віце-адмірал Берегової оборони Прикордонної служби ФСБ Медведєв Геннадій Миколайович(1959).
Віддавав накази командиру корабля «Дон» капітан 2 рангу Шатохін Олексій Володимирович, начальник пункту управління ФСБ РФ у м. Керч.
Сторожовий корабель «Дон». Командир — капітан 2 рангу Саляєв Олексій Михайлович.
Сторожовий корабель «Изумруд». Командир — капітан 3 рангу Шипіцин Андрій Олегович.
Гелікоптери Ка-52 зі складу 55-го окремого полку армійської авіації, за даними Інформнапалму. рос. Алексей Склянкин та рос. Руслан Кушниренко, які брали участь у атаці загинули пізніше 11 грудня 2019 під час навчань

### Українська сторона
МБАК «Бердянськ». Командир — лейтенант Роман Мокряк.
МБАК «Нікополь». Командир — старший лейтенант Богдан Небилиця.
Рейдовий буксир «Яни Капу». Командир — старшина Олег Мельничук.

## Втрати сторін

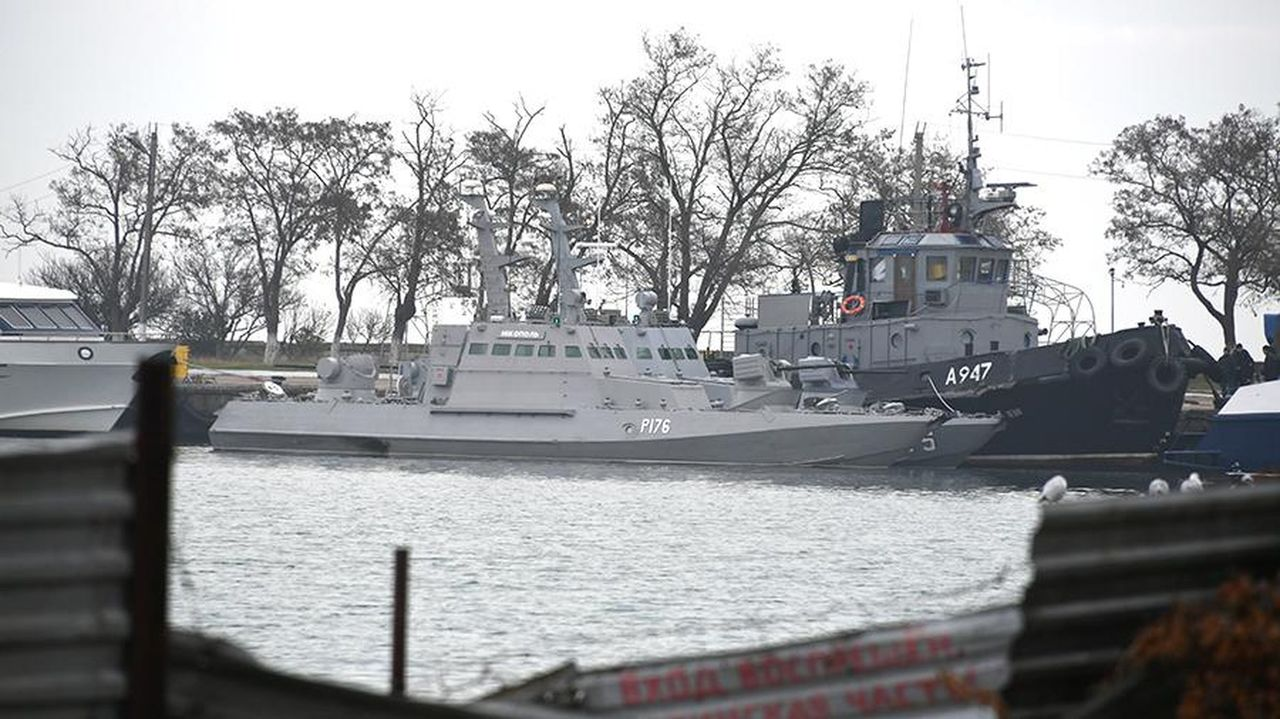
Захоплені українські катери і буксир у м. Керч. 27 листопада 2018.

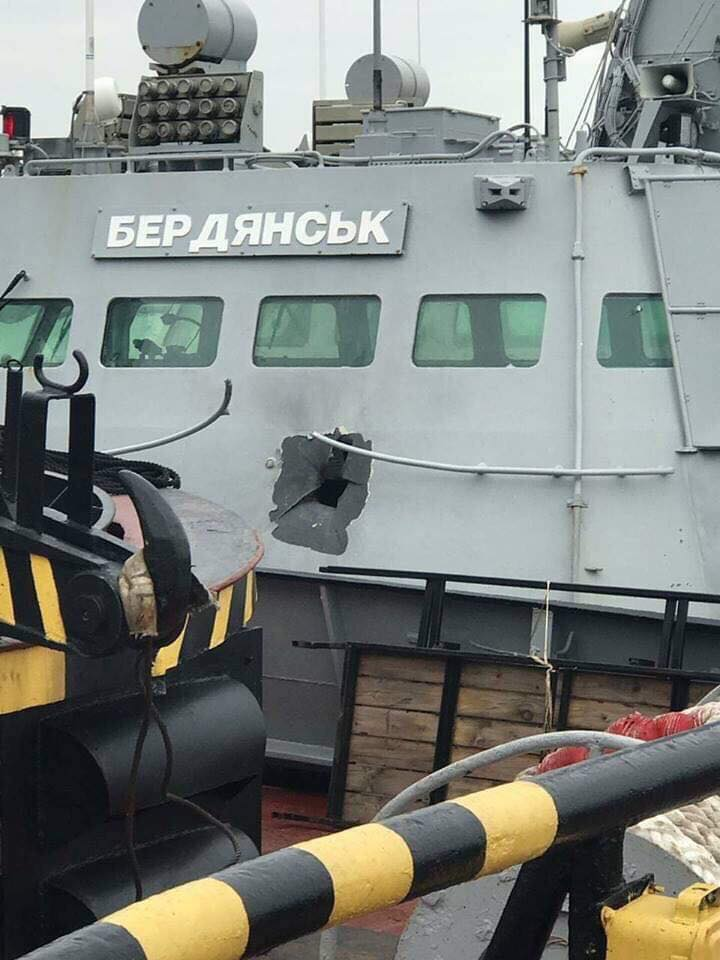
Отвір від влучання снаряду у рубці БК «Бердянськ»

Україна: У результаті бою російські війська захопили буксир та обидва броньованих катери. Захоплені росіянами кораблі були відбуксовані в Керч. На опублікованих фото видно, що катер «Бердянськ» дістав декілька пробоїн рубки, імовірно від снарядів 30-мм гармати російського корабля чи винищувача.
Загалом росіяни захопили полоненими 23 українських моряків, за даними Росії — 24. За даними ВМС України, шестеро українських моряків дістали поранення, двоє із них — важкі. Росіяни повідомили, що надали медичну допомогу трьом морякам й оцінили їх поранення як легкі. Найважчі травми у двох: одному з військових відірвало пальці на руці, ще одному сильно поранило ногу — осколки увійшли у стегно, в результаті чого сталася велика крововтрата. Однак усіх, хто отримав поранення, оперативно доправили у Керченську міську лікарню № 1 ім. Пирогова і прооперували.
Поранені
- Артеменко Андрій Анатолійович (нар. 31 березня 1994, м. Новоукраїнка)
- Сорока Василь Вікторович (нар. 11 квітня 1991, Одеса)
- Ейдер Андрій Дмитрович (нар. 20 грудня 1999, Одеса)

Екіпажі
| МБАК «Бердянськ» - Роман Мокряк, лейтенант, 1986 р.н. Кіровоградська область - Юрій Без'язичний, старший матрос, 1990 р.н., Одеська область - Андрій Артеменко, старший матрос, 1994 р.н., Кіровоградська область - Андрій Ейдер, матрос, 1999 р.н., Одеса - Богдан Головаш, лейтенант, 1996 р.н., Полтавська область - Денис Гриценко, капітан 2 рангу, 1984 р.н., Миколаїв | МБАК «Нікополь» - Богдан Небилиця, старший лейтенант, 1994 р.н., Сумська область - В'ячеслав Зінченко, старший матрос, 1998 р.н., Кишинів - Сергій Цибізов, матрос, 1997 р.н., Хмельницька область - Сергій Попов, капітан, 1991 р.н., Донецька область - Владислав Костишін, лейтенант, 1994 р.н., Черкаська область - Андрій Оприско, старший матрос, 1971 р.н., Львівська область | Рейдовий буксир «Яни Капу» - Командир рейдового буксира — Олег Мельничук, старшина 1 статті, 1995 р.н., Черкаська область - Михайло Власюк, старший матрос, 1984 р.н., Київ - Безпальченко Віктор, старший матрос, 1987 р.н., Херсонська область - Терещенко Володимир, старший матрос, 1994 р.н., Дніпро - Семідоцький Євген, матрос, 1998 р.н., Луганська область |

Додатково на борту:
- Володимир Лісовий, капітан 3-го рангу, Севастополь
- Андрій Шевченко, мічман
- Володимир Варімез, старший матрос, 1992 р.н., Одеська область
- Сергій Чуліба, старшина 2 статті, 1992 р.н., Херсонська область
- Юрій Будзило, мічман, 1972 р.н., м. Одеса
- Василь Сорока, старший лейтенант СБУ, 11.04.1991 р.н., м. Одеса[45]
- Андрій Драч, старший лейтенант СБУ[48]

РФ: Проросійські джерела повідомляють що після сутички щонайменше 2 судна стануть на ремонт: сторожовий корабль ФСБ РФ «Дон» та прикордонне судно ФСБ РФ «Ізумруд». Кораблі були пошкоджені при випадковому тарані один одного.

## Реакція
- Україна:
  - 25 листопада о 12:27 МЗС оприлюднило заяву, що провокативні дії з боку РФ в Чорному та Азовському морі перейшли межу і стали вже агресивними.[51][52]
  - Президент України Петро Порошенко закликав союзників України захистити її та об'єднатися проти російської агресії.[53]
  - Увечері 25 листопада біля Посольства Росії в Україні почали збиратися мітингувальники, які згодом підпалили шини й закидали будівлю посольства димовими шашками й фаєрами.[54]
  - Митрополит Одеський УПЦ (МП) Агафангел (Саввін) звернувся до патріарха Кирила із проханням звільнити моряків: «Шанобливо звертаюся до Вас з проханням …звернутися до керівництва Російської Федерації і всім здатним вплинути на рішення цього питання, з клопотанням про швидке повернення затриманих українських моряків на Батьківщину»[55].
  - Єпископ УПЦ КП Климент (Кущ) намагався два дні потрапити до полонених українських моряків в лікарні, проте його не пустили[56].
  - 27 листопада 2018 року МЗС України звернулося до країн-підписантів Будапештського меморандуму з вимогою провести термінові консультації для забезпечення повного дотримання зобов'язань та негайного припинення агресії РФ проти України.[57]
  - 24 березня 2019 року митрополит Іоан (Яременко) очолив Божественну літургію у кафедральному соборі Різдва Христового міста Одеси і помолився за звільнення військовополонених моряків та зустрівся із сім'ями бранців.[58][59]
  - 21 березня 2019 року Указом Президента України № 83/2019, за особисті заслуги у зміцненні національної безпеки, мужність, високий професіоналізм та зразкове виконання службового обов'язку, офіцерів СБУ Андрія Драча та Василя Сороку нагороджено орденом «За мужність» III ступеня[60]. 3 квітня 2019 року Указом Президента України № 96/2019, за особисту мужність і самовіддані дії, виявлені під час виконання військового обов'язку, вірність Українському народові і військовій присязі, 22 військовополонених моряків ВМСУ відзначено державними нагородами України[61]. 5 квітня Президент, під час робочої поїздки до Одеської області, особисто вручив нагороди рідним військовослужбовців[62].
- Росія
  - Міністр закордонних справ Сергій Лавров назвав інцидент провокацією, яка була здійснена «за прямим наказом вищого керівництва України». Він звинуватив Україну в порушенні російських кордонів та міжнародного права, включаючи Конвенцію ООН з морського права. Лавров вважає, що українська сторона розраховує отримати вигоду з інциденту та отримати підтримку з боку США та Європи. Також він закликав Захід «вгамувати» Україну та додав, що Росію не хвилюють можливі санкції через інцидент у Керченські протоці.[63]
  - Прес-секретар президента Росії Дмитро Пєсков назвав інцидент дуже небезпечною провокацією, яка вимагає особливої уваги та розгляду.[64]
  - 1 грудня 2018 року Володимир Путін, після Саміту G-20 в Буенос-Айресі, в ході розмови заявив, що катери, які Росія захопила біля Керченської протоки, були передані Україні зі США.[65]

- ООН:
  - о 02:15 26 листопада представник США при ООН Ніккі Гейлі повідомила, що о 18 годині Рада безпеки ООН проведе екстрену нараду з приводу агресивних дій РФ проти України в Азовському морі.[66]
  - Генеральний секретар ООН Антоніу Гутерреш підкреслив негайну необхідність уникнути будь-якого ризику ескалації ситуації і закликав обидві сторони виявити максимальну стриманість і вжити невідкладних заходів зі зменшення напруги, використовуючи всі наявні мирні засоби у відповідності до Статуту ООН.[67]
  - У доповіді Управління Верховного комісара ООН з прав людини про ситуацію в Україні за 16 листопада 2018 року — 15 лютого 2019 року стверджується, що затриманих членів екіпажів українських суден можна вважати військовополоненими і такими, що перебувають під захистом відповідно до Третьої Женевської конвенції.[68]
- НАТО:
  - 25 листопада речниця Альянсу Оана Лунгеску заявила, що «НАТО пильно спостерігає за розвитком подій в Азовському морі та Керченській протоці й перебуває на зв'язку з українською владою. Ми вимагаємо стриманості та деескалації».[53]
  - 26 листопада Єнс Столтенберг висловив позицію НАТО: «закликаємо Росію забезпечити безперешкодний доступ до українських портів і надати свободу навігації України в Азовському морі і Керченській протоці».[69]
- Європейський Союз: увечері 25 листопада закликав Росію припинити ескалацію в Азовському морі та відкрити Керченську протоку для вільного проходу суден.[70][71] 26 листопада Голова Європейської Ради Дональд Туск провів телефонну розмову з Петром Порошенком, за результатами якої заявив, що засуджує використання росіянами сили, вимагає від Росії повернути моряків і кораблі, які були захоплені, та утриматися від подальших провокацій. Також запевнив, що Європа об'єднається на підтримку України[72].
- США:
  - Президент США Дональд Трамп так прокоментував ситуацію: «Нам не подобається те, що там відбувається у будь-якому разі. Сподіваюсь, що ситуацію буде вирішено. Європа не у захваті і також працює над вирішенням. Ми всі працюємо над цим разом».[73] 29 листопада Трамп скасував раніше заплановану зустріч із Путіним в Аргентині, оскільки Росія так і не відпустила українські кораблі і моряків на той час.[74]
  - Конгресмен та співголова Українського конгресового кокусу республіканець Брайан Фіцпатрік закликав РФ негайно відновити свободу плавання через Керченську протоку, дозволивши українським суднам вільно використовувати українські порти. Він закликає президента США та його адміністрацію не ігнорувати агресивні дії РФ проти України та закликає повною мірою притягнути до відповідальності Володимира Путіна на саміті Великої двадцятки, що має відбутися у грудні.[75]
  - Спеціальний представник Держдепартаменту Курт Волкер заявив: «Росія таранить українське судно, що мирно йшло в український порт. Росія захоплює кораблі та їх екіпажі, а потім звинувачує Україну у провокації???».[76]
- Німеччина: голова комітету німецького Бундестагу з питань зовнішньої політики Норберт Реттген заявив, що ескалація Росією напруженості в Азовському морі доводить відсутність інтересу з її боку до пошуку шляхів мирного врегулювання конфлікту з Україною.[77] Заступник міністра закордонних справ, держсекретар МЗС Німеччини у справах Європи Міхаель Рот заявив, що ситуація є вкрай небезпечна, а Росія має гарантувати вільний доступ до українських портів в Азовському морі.[78] Канцлер Німеччини Ангела Меркель у телефонній розмові з Петром Порошенко висловила занепокоєння застосуванням зброї та пообіцяла зробити все для деескалації конфлікту.[79]
- Франція: МЗС висловило глибоке занепокоєння ситуацією, що склалася та заявило, що ніщо не виправдовує застосування сили з боку Росії. Також французи виразили свою підтримку суверенітету та територіальній цілісності України.[80]
- Велика Британія: міністр закордонних справ Джеремі Гант заявив: «Велика Британія категорично засуджує застосування Росією сили проти українських суден, що входили в Азовське море. Росія повинна звільнити затриманих українських моряків і гарантувати вільний прохід через Керченську протоку.»[81]
- Канада: МЗС Канади у власному твіттері опублікувало заяву, в якій засуджує агресивні дії РФ проти України та вимагає невідкладно повернути захоплені кораблі.[82]
- Польща: МЗС Польщі засудив агресивні дії російських і закликав її владу поважати міжнародне право. Польща також закликала обидві сторони «виявляти стриманість в нинішній ситуації, яка може становити загрозу для стабільності європейської безпеки».[83][84] 26 листопада президент Польщі Анджей Дуда провів телефонну розмову з Петром Порошенко. За її підсумками вони спільно закликали Євросоюз посилити санкційний тиск на Росію.[85]
- Литва: президент Литви Даля Грібаускайте засудила агресію Російської Федерації щодо України у Азовському морі та зазначила, що захоплення Росією українських суден є порушенням міжнародного права та взятих Росією власних зобов'язань.[86] Голова МЗС Литви Лінас Лінкявічус відзначив, що такі дії Росії підривають безпеку всього регіону.[87]
- Норвегія: посол Норвегії в Україні Уле Тер'є Хорпестад під час Міжнародної антикорупційної конференції в Києві висловив занепокоєння ситуацією в Азовському морі та додав, що Норвегія підтримує територіальну цілісність і суверенітет України, засуджує незаконну окупацію Криму Російською Федерацією.[88]
- Данія: голова МЗС Данії Андерс Самуельсен закликав Росію відновити безперешкодний прохід Керченською протокою та зазначив, що Данія повністю підтримує Україну.[89]
- Грузія: Міністр закордонних справ Грузії Давид Залкаліані заявив про підтримку України[90]
- Естонія: Президент Естонії Керсті Кальюлайд закликала світ визнати війною в Європі обстріл українських кораблів; посла Росії викликали для пояснень[91][92]
- Дії Росії також засудили  Румунія[92],  Чехія[93],  Латвія[94],  Швеція[95],  Австралія[96]

## Оцінки та класифікація
За оцінкою Ребекки Гармс, цей інцидент став першим випадком військової агресії Росії проти України, який вона скоїла відкрито, під своїм державним прапором, від початку війни у 2014 році. З 2014 року Росія діяла військами без розпізнавальних знаків, і до цього дня заперечувала свою участь у війні проти України.
26 листопада 2018 року Генеральний штаб Збройних сил України провів брифінг, на якому класифікував дії Російської Федерації як акт збройної агресії з порушенням низки міжнародних норм, зокрема:
1. Договір між Україною та Російською Федерацією про співробітництво у використанні Азовського моря та Керченської протоки;
2. Стаття 17 Конвенції ООН, яка встановлює, що судна усіх держав, як прибережних так і тих, що не мають виходу до моря, користуються правом мирного проходу через територіальне море.
3. Частина 1 статті 36 Конвенції ООН, яка встановлює, що в проливах, вказаних у статті 37 Конвенції ООН, всі судна та літальні апарати користуються правом транзитного проходу, якому не повинно чинитися перешкод.
4. Статті 32, 95 Конвенції ООН з морського права, згідно яких військові кораблі користуються імунітетом.
5. Російська Федерація опублікувала прибережне попередження (ПРИП, англ. Sea warning) щодо закриття району входу до Керченської протоки на офіційному вебресурсі (Кадіс, Іспанія) о 11.40 25.11.2018, тобто фактично після заходу корабельної групи ВМС ЗС України до Керченської протоки.
6. Стаття 30 Конвенції ООН, згідно з якою прибережна країна має право вимагати негайного залишення територіальних вод військовим кораблем іншої держави, але в жодному разі не застосовувати зброю на ураження без жодних на те підстав.
7. Стаття 2 Статуту ООН, згідно якої вирішення суперечок мають відбуватися мирними засобами, щоб не ставити під загрозу міжнародний мир і безпеку і справедливість, а також щодо вимоги утримуватися від застосування сили чи погроз проти територіальної недоторканності або політичної незалежності будь-якої держави.

Представник України в ООН Володимир Єльченко на засіданні ООН навів докази законності переходу українських суден через Керченську протоку.
Генеральна прокуратура України повідомила про підозру за ознаками кримінальних правопорушень, передбачених ч. 2 ст. 437 (планування, підготовка, розв'язування та ведення агресивної війни), ч. 2 ст. 15 (замах на злочин), п. 1 ч. 2 ст. 115 (умисне вбивство) КК України:
- контрадміралу С. Станкевичу — начальнику прикордонного управління ФСБ РК та м. Севастополя за ч. 2 ст. 437 КК України;
- віцеадміралу Г. Мєдвєдєву — заступнику керівника Прикордонної служби ФСБ РФ — керівнику департаменту берегової охорони за ч. 2 ст. 437 КК України;
- капітану 1 рангу Р. Ромашкіну — начальнику служби пункту управління ФСБ РФ по РК та м. Севастополь, до складу якого входять ПСКР «Ізумруд» та ПСКР «Дон» за ч. 2 ст. 437 КК України;
- капітану 1 рангу А. Шеіну — заступнику начальника управління -начальнику відділу БО ПУ ФСБ РФ по РК за ч. 2 ст. 437 КК України;
- капітану 2 рангу О. Шатохіну — начальнику служби у м. Керч пункту управління ФСБ РФ по РК за ч. 2 ст. 437 КК України;
- капітану 2 рангу О. Саляєву — командиру прикордонного сторожового корабля ПСКР «Дон» за ч. 2 ст. 437 КК України;
- капітану 3 рангу А. Шипіцину — командиру сторожового корабля «Ізумруд» ч. 2 ст. 15, п. 1 ч. 2 ст. 115 та ч. 2 ст. 437 КК України;
- капітану 3 рангу С. Щербакову — командиру малого протичовнового корабля «Суздалець» ч. 2 ст. 437 КК України.

## Наслідки

### Політичні

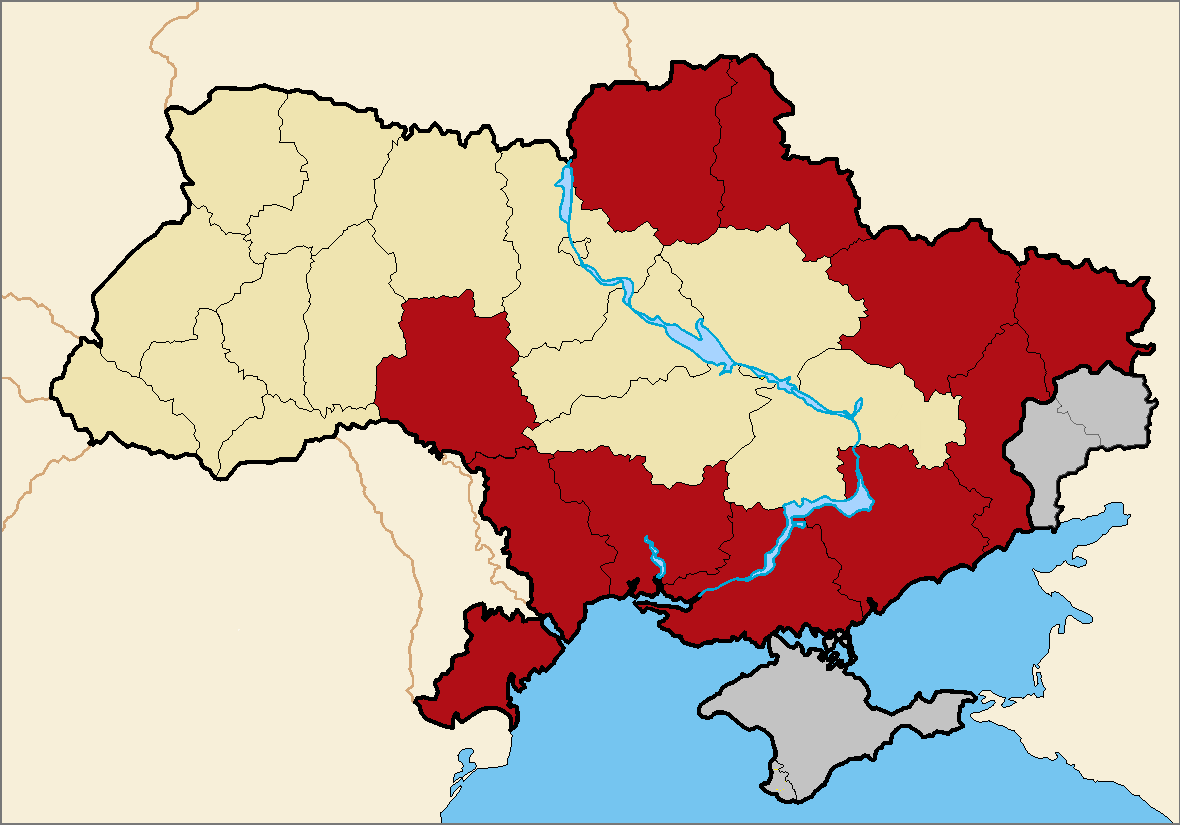
Воєнний стан в Україні

Після інциденту було скликане екстрене засідання РНБО, на якому ухвалено рішення запропонувати Президенту Порошенку ввести воєнний стан на 60 діб. 26 листопада 2018 року президент підписав указ про запровадження воєнного стану строком на 60 діб. Згодом він сказав, що пропонуватиме Верховній раді запровадити воєнний стан на 30 діб, щоб воєнний стан жодним днем не накладався на початок виборчої кампанії. Парламент підтримав запровадження воєнного стану у 10 областях України, прилеглих до РФ та окупованого Придністров'я.
Україна звернулася в ООН з вимогою негайно скликати засідання Ради Безпеки ООН. Також на вимогу України буде скликано засідання постійної ради ОБСЄ. 26 листопада депутат Європейського парламенту Ребекка Гармс заявила, що парламент проведе обговорення можливих санкцій проти Росії за її агресію в Керченській протоці.

### Військові
26 листопада СБУ та Збройні сили України були приведені в стан повної боєготовності. На посилений режим несення служби перейшла поліція та прикордонна служба.
28 листопада Росія перекинула з-під Севастополя до Керчі берегові ракетні комплекси «Бал».

### Юридичні
Станом на 28 грудня 2018 року всі моряки визнали себе військовополоненими.

### Економічні
- Україна: Через збройний інцидент у Керченській протоці та можливість введення воєнного стану, акції українських компаній на міжнародних фондових біржах почали здешевлюватися. Зокрема, зранку 26 листопада акції компанії Ferrexpo на Лондонській фондовій біржі опустилися на 2,14 % — до 1,871 фунтів стерлінгів; курс акцій «Кернела», що торгуються на Варшавській фондовій біржі впали на 1,44 % до 54,7 злотих за одну акцію.[110] Також ці події призвели до зниження котирувань єврооблігацій України. Вранці 26 листопада євробонди Україна-32 подешевшали на 1,295 процентних пункти — до 80,043 % від номіналу, Україна-24 — на 1,177 п.п., до 90,158 % номіналу і Україна-25 — на 1,158 п.п., до 88,427 % номіналу.[111]
- Росія: Через захоплення Росією українських військових кораблів російський рубль на Московській біржі вранці 26 листопада впав відносно долара на 22,75 копійки до — 66,42 рублі за долар, а відносно євро — на 35,75 копійки — до 75,41.[112] Також впали акції російських компаній — «Сбербанку», «Лукойлу», «Газпрому», «Аерофлоту» та інших.[113]

## Подальші події
24 липня 2019 року у порт Ізмаїл під прапором РФ зайшов танкер «NIKA SPIRIT» (ІМО 8895528). Служба безпеки України спільно з Військовою прокуратурою затримали його, оскільки він був ідентифікований як танкер «NEYMA» (ІМО 8895528, MMSI 273347000, прапор РФ), за допомогою якого 25 листопада 2018 року ФСБ РФ заблокувало рух українських військових кораблів під час проходу Керч-Єнікальського каналу. Екіпаж танкера було звільнено того ж дня.
- Прес-служба СБУ повідомила, що на затриманому танкері закінчено санкціоновані українським судом слідчі дії — обшук, вилучення документів і записів радіо перемовин під час конфлікту, бортових журналів. Судно визнано речовим доказом, готується клопотання до суду про його арешт.[117]
- Міністерство закордонних справ Росії того ж дня прокоментувало, що якщо судно було затримане з метою «набору матеріалу для подальшого обміну ув'язненими», то такий крок не допоможе домовитися.[118]
- За фактом блокування танкером NEYMA українські правоохоронці відкрили справу, заочно повідомлено про підозру 15 посадовим особам вищого військового керівництва РФ, в тому числі одному контрадміралу, 2 віцеадміралам та генерал-полковнику.[119][120]

7 вересня 2019 року після тривалих переговорів відбувся обмін українських в'язнів на російських. Всього додому повернулося 35 українців, в тому числі — усі 24 українських моряки.
Вночі 16 листопада 2019 року катери й буксир захоплені Росією поблизу Керченської протоки планується повернути Україні. З Південного, Чорноморська та Одеси за ними вже вийшли спеціальні судна: пошуково-рятувальний «Сапфір», буксири «Титан» і «Гайдамака». Росіяни ж тягнуть кораблі з окупованої Керчі. Передача має відбутися у відкритому морі приблизно у 60 милях від Одеси, недалеко від кримського мису Тарханкут. Кораблі повернуть зі штатним озброєнням, але без боєприпасів. Особиста зброя моряків, а також рації і документи, залишаться в Росії речовими доказами в кримінальній справі.
17 листопада 2019 року катери й буксир, захоплені Росією у 2018 році, були повернуті у розграбованому стані — зняли навіть унітази і розетки.
У ніч на 5 серпня 2023 року український безпілотний надводний апарат уразив російський танкер-хімовоз «Sig» (рос. «Сиг»). Атака відбулась в українських територіальних водах неподалік Керченської протоки.

## Міжнародний трибунал
31 березня 2019 року — МЗС України повідомило РФ про спір в Арбітражному трибуналі ППТС і подало позовну заяву до Арбітражу ППТС у Гаазі.
16 квітня 2019 року МЗС України подало клопотання про тимчасові заходи до постійно діючого Міжнародного трибуналу ООН з морського права (МТМП) за Конвенцією ООН з морського права відповідно до додатку VII Конвенції, щодо порушення імунітету трьох українських військово-морських суден та 24 членів їхніх екіпажів.
10 травня 2019 року — в Гамбурзі розпочалися відкриті слухання МТМП, щодо незаконного захоплення трьох українських військово-морських суден та 24 моряків у справі № 26 — про затримання трьох кораблів ВМС України (Україна проти Російської Федерації), тимчасові заходи (англ. Case concerning the detention of three Ukrainian naval vessels (Ukraine v. Russian Federation), Provisional Measures).
25 травня 2019 року — Міжнародний трибунал ООН з морського права оголосив рішення про застосування тимчасових запобіжних заходів: РФ має негайно повернути катери та звільнити всіх членів екіпажів, сторони повинні надати попередній звіт про виконання заходів щонайпізніше 25 червня 2019 року. Рішення підтримали всі судді, крім представника РФ Колодкіна Р. А. Проте в рішенні не вказувалася заборона на подальше кримінальне переслідування українських моряків російською стороною, як того вимагала українська сторона. 
 Невиконання наказу Морського трибуналу несе репутаційні ризики для Російської Федерації.
25 червня 2019 року — МЗС РФ направило ноту Україні та Міжнародному трибуналу ООН, в якій умовою повернення Україні моряків назвало продовження кримінального переслідування моряків за російським законодавством, але вже на території України. МЗС України направило ноту у відповідь: ця пропозиція — неприйнятна, загострює спір між Україною та РФ, та є прикладом невиконання Росією рішення Міжнародного трибуналу ООН.
7 вересня 2019 року — РФ звільнила 24 полонених моряка.
4 листопада 2019 року, — зі заяви голови МЗС України Вадима Пристайка, МЗС України направило РФ ноту щодо повідомити: де і коли українські військові можуть забрати захоплені кораблі.
18 листопада 2019 року — РФ передала Україні катери «Бердянськ», «Нікополь» та буксир «Яни Капу» в акваторії Чорного моря. 20 листопада 2019 року вони прибули в український порт Очаків.
Справу по суті розглядає інший судовий орган — Арбітражний трибунал ППТС у Гаазі, спеціально сформований відповідно до додатку VII Конвенції ООН з морського права (ЮНКЛОС), який має юрисдикцію щодо всіх спорів між Україною та Росією за ЮНКЛОС.
27 червня 2022 року Арбітраж визнав свою юрисдикцію з урахуванням обмежень, які виклав, і переходить до розгляду справи по суті, також зобов'язав РФ подати контрмеморандум упродовж шести місяців.

## «Справа моряків»
21 травня 2019 року за заявою Андрія Портнова Державне Бюро Розслідувань зареєструвало кримінальне провадження № 62019000000000683 з приводу даного інциденту. На думку заявника, своїми діями п'ятий Президент України спричинив ескалацію конфлікту з Росією та введення воєнного стану на території України «з метою можливої узурпації влади», також заявник вбачав і перевищення військовими службовими особами влади.
Під приводом слідчих дій по цій справі в листопаді 2019 року Печерський суд надав доступ слідчим ДБР до документів «особливої важливості» Генерального штабу Збройних Сил України, зокрема, до Стратегічного плану застосування Збройних Сил України. Крім того, слідчі отримали доступ до інших документів з обмеженим доступом Військово-Морських Сил ЗСУ, Апарату РНБО, тощо.

### Відео
- Переговори російського командування з екіпажами прикордонних кораблів РФ [Архівовано 16 червня 2021 у Wayback Machine.] // Генеральний штаб Збройних сил України, 25.11.2018
- Таран у Керченского моста [Архівовано 19 листопада 2020 у Wayback Machine.] // 25.11.2018
- Перемовини екіпажів російського літаку СУ-30 та гелікоптеру КА-52 з відповідними пунктами управління [Архівовано 20 грудня 2018 у Wayback Machine.] // СБУ, 29 листопада 2018
- Генеральна прокуратура опублікувала реконструкцію подій з акту агресії Росії у нейтральних водах Чорного моря [Архівовано 28 березня 2019 у Wayback Machine.]